# Joseph Schülein

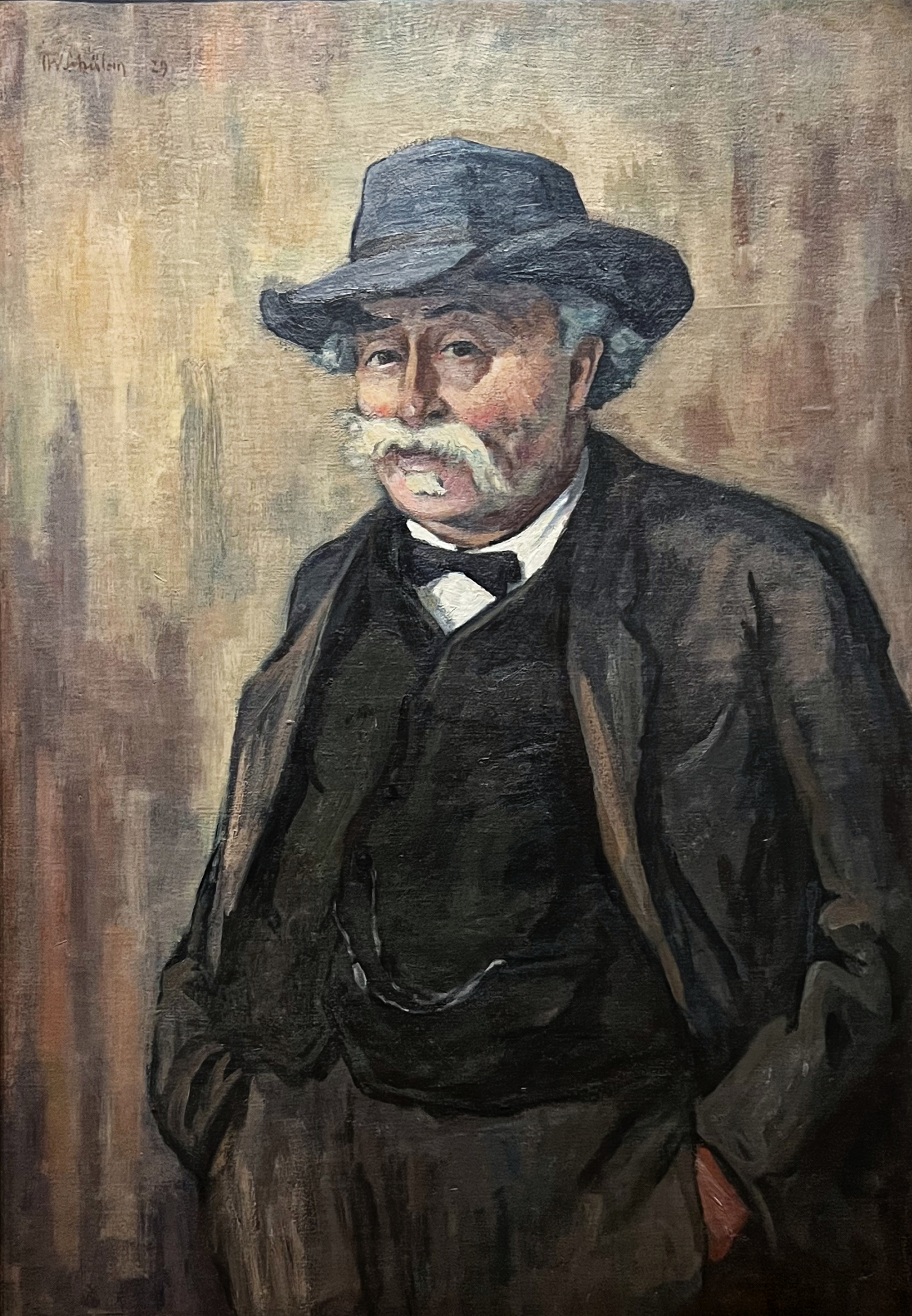
Joseph Schülein, Porträt von Julius Wolfgang Schülein, 1929

Joseph Schülein (* 31. März 1854 in Thalmässing; † 9. September 1938 auf Schloss Kaltenberg, Gemeinde Geltendorf) war ein deutscher Brauereibesitzer und Philanthrop.

## Leben
Der Sohn einer fränkischen Familie war in München zunächst als Bankier tätig, bevor er zusammen mit seinem Bruder Julius 1895 die konkurs gegangene Brauerei „Fügerbräu“ in der Äußeren Wiener Straße in Haidhausen, der heutigen Einsteinstraße, aufkaufte und die „Unionsbrauerei Schülein & Cie.“ gründete. Das rasch wachsende Unternehmen wurde 1903 in eine Aktiengesellschaft umgewandelt. Durch die Übernahme der Münchner-Kindl-Brauerei 1905 kamen viele Gasthäuser in den Besitz des Unternehmens, u. a. der 6000 Plätze zählende Münchner-Kindl-Keller in Haidhausen. Im Januar 1921 fusionierten die Aktienbrauereien Unionsbräu und Löwenbräu rückwirkend zum 1. Oktober 1919. Schüleins Sohn Hermann Schülein hatte entscheidenden Anteil an der Fusion und war ab 1924 Generaldirektor des neuen Unternehmens, das unter dem bekannteren Namen Löwenbräu firmierte. Ende 1921 kam es zur Fusion mit dem Bürgerlichen Brauhaus München.
Gegen Ende des Ersten Weltkrieges erwarb Schülein Schloss Kaltenberg mit der 1870 gegründeten Brauerei, landwirtschaftlichem Gut und Torfstich in Emming, die er zusammen mit seinem jüngsten Sohn Dr. Fritz Schülein betrieb.

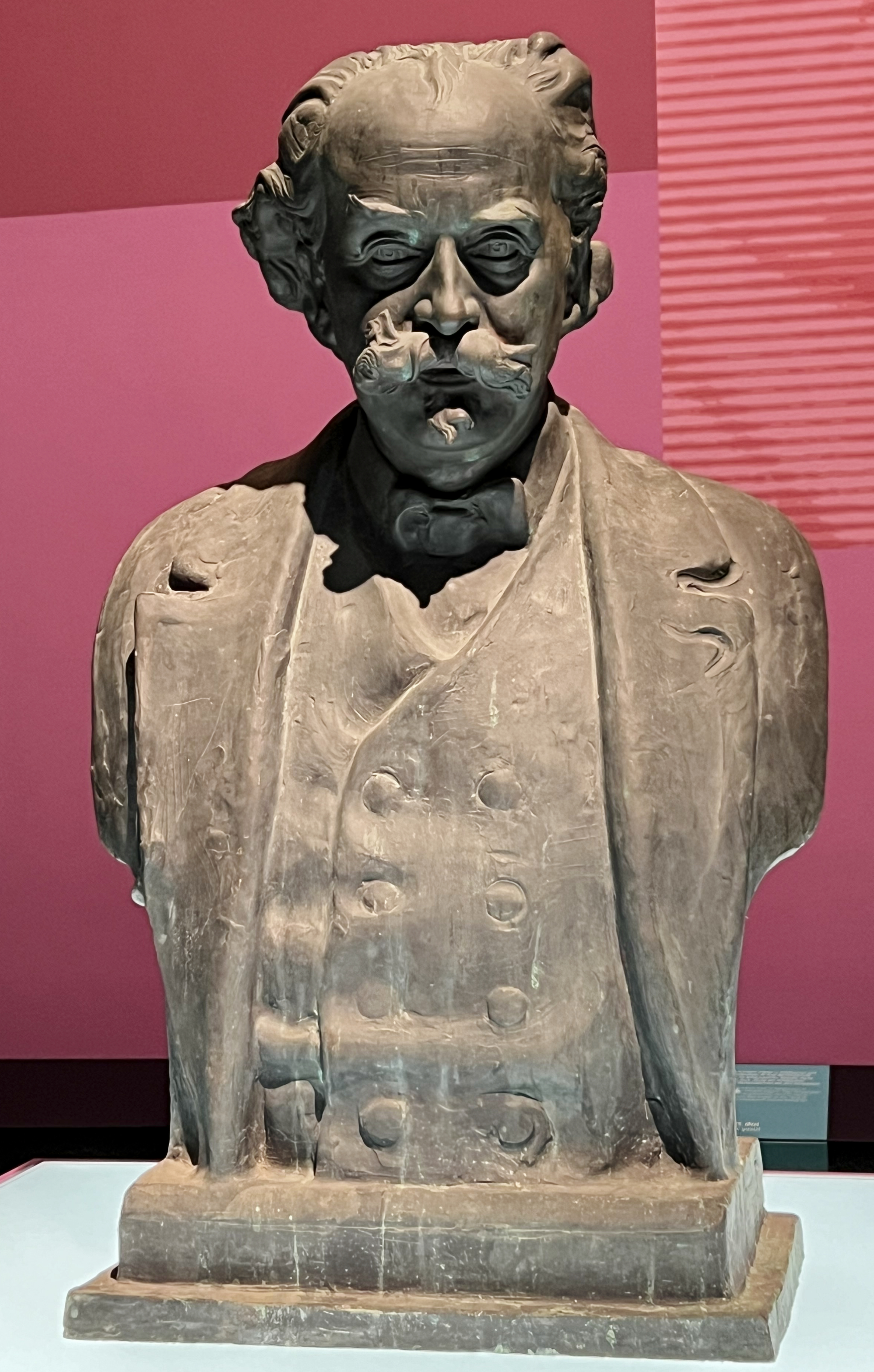
Bronzebüste Josef Schülein, von Ferdinand Liebermann

Durch Grundstücksstiftungen ermöglichte Schülein den Bau einer Siedlung mit Sozialwohnungen am heutigen Schüleinplatz in Berg am Laim. Zu seinem vielfältigen sozialen Engagement gehörte auch die jährliche Patenschaft für 30 bis 40 Firmlinge, die er neu einkleiden und bewirten ließ.
Schülein war verheiratet mit Ida Baer (1861–1929), mit der er sechs Kinder hatte. 1902 bezog die Familie ein repräsentatives von Leonhard Romeis errichtetes Wohnhaus in der Richard-Wagner-Straße 7. Ein weiteres Grundstück in derselben Straße gab Schülein später seiner Tochter Elsa zur Mitgift und ermöglichte dadurch seinem Schwiegersohn, dem Chirurgen Alfred Haas, den Bau einer Privatklinik in Hausnummer 19.
Als Jude kam er in die Schusslinie des deutschen Antisemitismus, es wurde gegen sein „Judenbier“ gehetzt. Schülein gab 1933 seinen Aufsichtsratsposten bei Löwenbräu auf und zog sich auf seinen Besitz Kaltenberg zurück, wo er am 9. September 1938 starb. Er wurde auf dem Neuen Israelitischen Friedhof im Münchener Norden bestattet.
Fünf seiner Kinder waren 1938 bereits mit ihren Familien emigriert, darunter sein Sohn Hermann, der in den USA Manager in den Liebmann Breweries in New York geworden war.

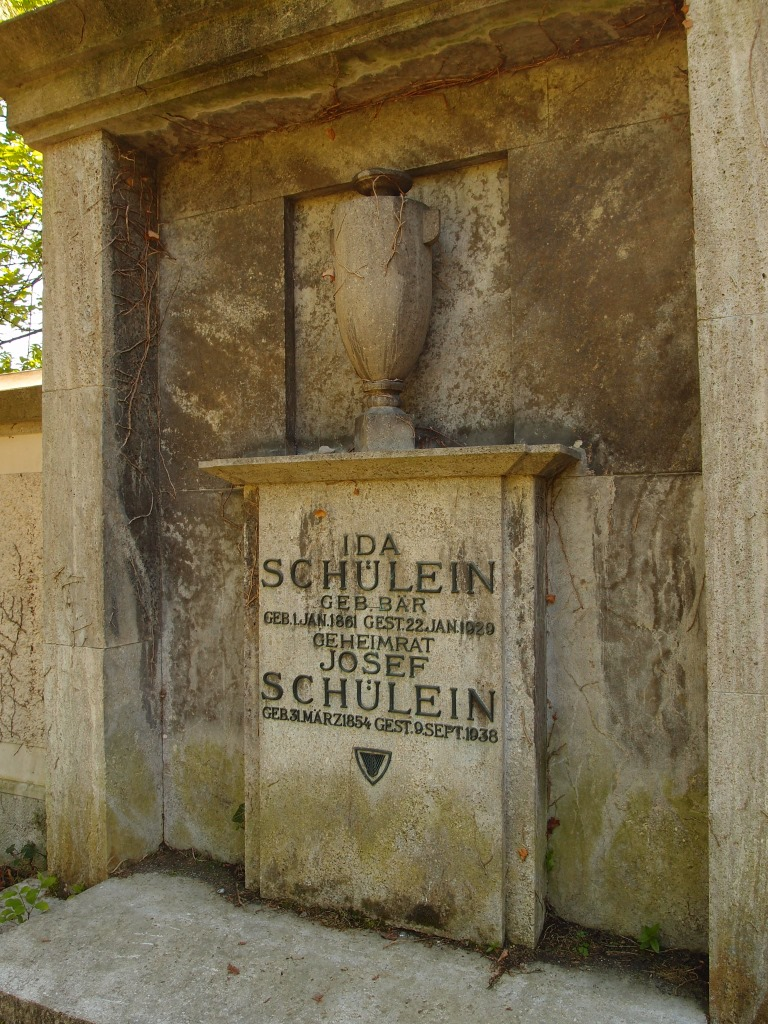
Grab von Josef Schülein auf dem Neuen Israelitischen Friedhof in München

Der jüngste Sohn Fritz wurde am Abend der Reichspogromnacht in Kaltenberg verhaftet und konnte nach einer „Schutzhaft“ im Konzentrationslager Dachau in die USA fliehen, der Familienbesitz Schloss Kaltenberg wurde „arisiert“ und erst 1949 zurückerstattet.
Eine Nachfahrin ist auch die US-amerikanische Schriftstellerin Danielle Steel; Schülein war der Bruder von Steels Großvater.
Das bekannteste Porträt von Schülein stammt von Leo Samberger.

## Namensgeber für Straße
Nach Joseph Schülein wurde am 8. Juli 1920 in München im Stadtteil Josephsburg (Stadtbezirk 14 – Berg am Laim) die Schüleinstraße und der Schüleinplatz benannt  Schüleinstraße und Schüleinplatz München. Auf dem Platz steht der 1928 von Joseph Schülein gestiftete Schüleinbrunnen. Schüleinstraße und Schüleinplatz wurden von den NS-Machthabern  am 5. Oktober 1933 in Halserspitzstraße und -platz umbenannt. Kurz nach Kriegsende erfolgte am 7. August 1945 die Rückbenennung in Schüleinstraße und Schüleinplatz.
Auch in Geltendorf im Stadtteil Kaltenberg, wo Joseph Schülein 1916 Schlossgut und Brauerei erwarb wurde die Schüleinstraße Lageplan Schüleinstraße in Geltendorf.